# ألبرت سيدني جونستون
ألبرت سيدني جونستون (بالإنجليزية: Albert Sidney Johnston)‏ (و. 1803 – 1862 م) هو ضابط من الولايات المتحدة الأمريكية .
ويحمل رتبة عسكرية فريق أول .

## التعليم
تعلم في الأكاديمية العسكرية الأمريكية.

## روابط خارجية
- ألبرت سيدني جونستون على موقع الموسوعة البريطانية (الإنجليزية)
- ألبرت سيدني جونستون على موقع إن إن دي بي (الإنجليزية)